# 小学館ライトノベル大賞
小学館ライトノベル大賞（しょうがくかんライトノベルたいしょう）は、小学館が主催する公募新人文学賞である。同社のライトノベル系文庫レーベルであるガガガ文庫・ルルル文庫の立ち上げに伴い2006年より開催され、2007年4月に第1回受賞作品が発表された。
受賞は選考委員の合議によって決定され、受賞者には大賞200万円、ガガガ賞及びルルル賞100万円、佳作50万円、期待賞10万円+2万円×12か月（いずれも2007年現在）が授与される。また大賞作品はガガガ文庫またはルルル文庫より刊行され、ガガガ賞またはルルル賞・佳作の受賞者は同レーベルからデビューする権利を得られる（大賞以外の受賞作は刊行されない場合もある）。第18回からはてれびくん編集部主催による「スーパーヒーローコミックス原作賞」が新たに追加され、その受賞者には賞金30万円の授与およびSUPER HERO COMICSレーベルからのコミカライズが確約される。
2016年4月26日、小学館ライトノベル大賞ルルル文庫部門の原稿募集を中止することが発表された。

## ガガガ文庫部門

### 選考委員
第1回（2006年）- 第2回（2007年）
冲方丁・仲俣暁生・森本晃司
以後、ゲスト審査員の他に、ガガガ文庫編集部が加わる。
第3回（2008年）
田中ロミオ（ゲスト審査委員）
第4回（2009年）
竜騎士07（ゲスト審査委員）
第5回（2010年）
麻枝准（ゲスト審査委員）
第6回（2011年）
畑健二郎（ゲスト審査委員）
第7回（2012年）
賀東招二（ゲスト審査委員）
第8回（2013年）
新房昭之（ゲスト審査委員）
第9回（2014年）
でじたろう（ニトロプラス）（ゲスト審査委員）
第10回（2015年）
渡航（ゲスト審査委員）
第11回（2016年）
広江礼威（ゲスト審査委員）
第12回（2017年）
川村元気（ゲスト審査委員）
第13回（2018年）
浅井ラボ（ゲスト審査委員）
第14回（2019年）
若木民喜（ゲスト審査委員）
第15回（2020年）
カルロ・ゼン（ゲスト審査委員）
第16回（2021年）
磯光雄（ゲスト審査委員）
第17回（2022年）
武内崇（ゲスト審査委員）
第18回（2023年）
宇佐義大（ゲスト審査委員）
以後、スーパーヒーローコミックス原作賞のみてれびくん編集部が加わる。
第19回（2024年）
田口智久（ゲスト審査委員）

### 入賞作品一覧
斜字・黒字は未刊行。後にシリーズ化された作品については、受賞作（第1巻）の刊行時サブタイトルは割愛している場合がある。また、最終選考者中でデビューした作家については本表より割愛している。
| 回数              | 賞                                | タイトル （刊行時表題） | 著者 （刊行時筆名）                           | 出典   |
| ----------------- | --------------------------------- | --- | --------------------------------------------- | ------ |
| 第1回 （2006年）  | 大賞                              | 愛と殺意と境界人間 （マージナル）                                                                                           | 神崎紫電                                      | [ 3 ]  |
| 第1回 （2006年）  | ガガガ賞                          | 学園カゲキ！ | 山川進                                        | [ 3 ]  |
| 第1回 （2006年）  | 佳作                              | 携帯電話俺 | 水市恵                                        | [ 3 ]  |
| 第1回 （2006年）  | 佳作                              | Re:ALIVE 〜戦争のシカタ〜                                                                                                   | 壱月龍一                                      | [ 3 ]  |
| 第1回 （2006年）  | 期待賞                            | 緑の闇 （カラブルワールド）                                                                                                 | 香月紗江子                                    | [ 3 ]  |
| 第1回 （2006年）  | 期待賞                            | RIGHT×LIGHT | ツカサ                                        | [ 3 ]  |
| 第1回 （2006年）  | 期待賞                            | さちの世界は死んでも廻る | 三日月                                        | [ 3 ]  |
| 第1回 （2006年）  | 期待賞                            | 7/7のイチロと星喰いゾンビーズ （"探し屋"クロニクル）                                                                        | 羽谷ユウスケ                                  | [ 3 ]  |
| 第1回 （2006年）  | 期待賞                            | 虚数の庭 （みすてぃっく・あい）                                                                                             | 一柳凪                                        | [ 3 ]  |
| 第2回 （2007年）  | ガガガ賞                          | 僕がなめたいのは君っ！ （僕がなめたいのは、君っ！）                                                                         | 桜こう                                        | [ 4 ]  |
| 第2回 （2007年）  | 佳作                              | コピーフェイスとカウンターガール                                                                                            | アレ （仮名堂アレ）                           | [ 4 ]  |
| 第2回 （2007年）  | 佳作                              | 七歳美郁と虚構の王 | 陸凡鳥                                        | [ 4 ]  |
| 第2回 （2007年）  | 佳作                              | どろぼうの名人 | 中里十                                        | [ 4 ]  |
| 第2回 （2007年）  | 期待賞                            | 魔王を孕んだ子宮 | 土井建太                                      | [ 4 ]  |
| 第3回 （2008年）  | ガガガ大賞                        | あやかしがたり | 渡航                                          | [ 5 ]  |
| 第3回 （2008年）  | ガガガ賞                          | その日彼は死なずにすむか？                                                                                                  | 小木君人                                      | [ 5 ]  |
| 第3回 （2008年）  | 優秀賞                            | クイックセーブ&ロード | 鮎川歩                                        | [ 5 ]  |
| 第3回 （2008年）  | 優秀賞                            | 今日もオカリナを吹く予定はない                                                                                              | 竹本源五郎 （原田源五郎）                     | [ 5 ]  |
| 第3回 （2008年）  | 審査員 特別賞                     | 邪神大沼 （やむなく覚醒!! 邪神大沼）                                                                                        | 相内佑 （川岸殴魚）                           | [ 5 ]  |
| 第4回 （2009年）  | ガガガ賞                          | Wandervogel | 以似繰字 （相磯巴）                           | [ 6 ]  |
| 第4回 （2009年）  | ガガガ賞                          | ななかさんは現実 | 鮫島くらげ                                    | [ 6 ]  |
| 第4回 （2009年）  | 優秀賞                            | 黄昏世界の絶対逃走 | 東部陽村 （本岡冬成）                         | [ 6 ]  |
| 第4回 （2009年）  | 優秀賞                            | サイ （シー・マスト・ダイ ）                                                                                                | 石川あまね                                    | [ 6 ]  |
| 第4回 （2009年）  | 審査員 特別賞                     | 病葉兄妹 対 少年結社ウサギ団 （いばらの呪い師）                                                                             | 大谷久                                        | [ 6 ]  |
| 第5回 （2010年）  | ガガガ大賞                        | こうして、彼は屋上を燃やすことにした （こうして彼は屋上を燃やすことにした）                                                 | カミツキレイニー                              | [ 7 ]  |
| 第5回 （2010年）  | ガガガ賞                          | 脱兎リベンジ | 半べそ （秀章）                               | [ 7 ]  |
| 第5回 （2010年）  | 優秀賞                            | 寄生彼女スバク （寄生彼女サナ）                                                                                             | 砂義出雲                                      | [ 7 ]  |
| 第5回 （2010年）  | 優秀賞                            | From～とある不幸の手紙 （キミとは致命的なズレがある）                                                                       | 名前で悩むくらいならまずカケヤ （赤月カケヤ） | [ 7 ]  |
| 第5回 （2010年）  | 審査員 特別賞                     | ここめが生き肝を食べた。 （赤鬼はもう泣かない）                                                                             | 堀北パルプ （明坂つづり）                     | [ 7 ]  |
| 第6回 （2011年）  | ガガガ大賞                        | りあモンっ！ （狩りりんぐ！）                                                                                               | 、、。 （森月朝文）                           | [ 8 ]  |
| 第6回 （2011年）  | 優秀賞                            | ウラビトのトビラ （こわれた人々）                                                                                           | 高岡杉成                                      | [ 8 ]  |
| 第6回 （2011年）  | 優秀賞                            | 下ネタという概念が存在しない退屈な世界                                                                                      | ペロペロ山根 （赤城大空）                     | [ 8 ]  |
| 第6回 （2011年）  | 優秀賞                            | 吾輩は猫又である （猫にはなれないご職業）                                                                                   | 竹林七草                                      | [ 8 ]  |
| 第6回 （2011年）  | 審査員 特別賞                     | それは、ついんてーるの異世界 （俺、ツインテールになります。）                                                               | 水沢夢                                        | [ 8 ]  |
| 第7回 （2012年）  | ガガガ大賞                        | 祝園の短い歌 （カクリヨの短い歌）                                                                                           | 大桑八代                                      | [ 9 ]  |
| 第7回 （2012年）  | ガガガ賞                          | 人形遣い | 賽目和七                                      | [ 9 ]  |
| 第7回 （2012年）  | 優秀賞                            | 王子降臨 | 手代木正太郎                                  | [ 9 ]  |
| 第7回 （2012年）  | 優秀賞                            | ラブコメの魔 （恋に変する魔改上書）                                                                                         | 木村百草                                      | [ 9 ]  |
| 第7回 （2012年）  | 審査員 特別賞                     | ノノメメ、ハートブレイク | 近村英一                                      | [ 9 ]  |
| 第8回 （2013年）  | ガガガ大賞                        | 機械仕掛けのブラッドハウンド （奇械仕掛けのブラッドハウンド）                                                               | 岩辻流 （ついへいじりう）                     | [ 10 ] |
| 第8回 （2013年）  | 優秀賞                            | 行き着く場所 （夏の終わりとリセット彼女）                                                                                   | 境田吉孝                                      | [ 10 ] |
| 第8回 （2013年）  | 優秀賞                            | LC1961 （スチームヘヴン・フリークス）                                                                                       | 伊崎喬助                                      | [ 10 ] |
| 第8回 （2013年）  | 優秀賞                            | Magicians Mysterion -血みどろ帽子は傀儡と踊る- （クレイジーハットは盗まない）                                               | 夜森キコリ （神無月セツナ）                   | [ 10 ] |
| 第8回 （2013年）  | 審査員 特別賞                     | 血潮の色に咲く花は | 霧崎雀                                        | [ 10 ] |
| 第9回 （2014年）  | ガガガ賞                          | 埼玉県神統系譜 | 中村智紀                                      | [ 11 ] |
| 第9回 （2014年）  | ガガガ賞                          | フルホシュタットの魔術士 （撃戦魔法士）                                                                                     | 尾地雫                                        | [ 11 ] |
| 第9回 （2014年）  | 優秀賞                            | あの夏、最後に見た打ち上げ花火は                                                                                            | 助供珠樹                                      | [ 11 ] |
| 第9回 （2014年）  | 優秀賞                            | 異世界錬金メカニクス （クロスワールド・アルケミカ）                                                                         | 伊神一稀                                      | [ 11 ] |
| 第9回 （2014年）  | 審査員 特別賞                     | 秘蹟商会 （飽くなき欲の秘蹟）                                                                                               | 小山恭平                                      | [ 11 ] |
| 第10回 （2015年） | ガガガ賞                          | 華志摩さん （ハナシマさん）                                                                                                 | 天宮伊佐                                      | [ 12 ] |
| 第10回 （2015年） | 優秀賞                            | ヒイラギエイク | 海津ゆたか                                    | [ 12 ] |
| 第10回 （2015年） | 優秀賞                            | ふあゆ | 今慈ムジナ                                    | [ 12 ] |
| 第10回 （2015年） | 優秀賞                            | 満点飾りのがんばり論！ （弱キャラ友崎くん）                                                                                 | 屋久ユウキ                                    | [ 12 ] |
| 第10回 （2015年） | 審査員 特別賞                     | 勇者に期待した僕がバカでした                                                                                                | ハマカズシ                                    | [ 12 ] |
| 第11回 （2016年） | ガガガ大賞                        | 平浦ファミリズム | 遍柳一                                        | [ 13 ] |
| 第11回 （2016年） | ガガガ賞                          | ひきこもり姫を歌わせたいっ！                                                                                                | 水坂不適合                                    | [ 13 ] |
| 第11回 （2016年） | 優秀賞                            | その過去にイピカイエー、この結末にマザーファッカー。 （スクールジャック＝ガンスモーク）                                     | 谺 （坂下谺）                                 | [ 13 ] |
| 第11回 （2016年） | 優秀賞                            | 翡翠と琥珀 （ジャナ研の憂鬱な事件簿）                                                                                       | 酒井田貫太郎                                  | [ 13 ] |
| 第11回 （2016年） | 審査員 特別賞                     | 世界の終わりに問う賛歌 | 白樺みひゃえる                                | [ 13 ] |
| 第12回 （2017年） | ガガガ賞                          | お前の母ちゃん魔法少女！ （魔法少女、さんだいめっ☆）                                                                        | 栗ノ原草介                                    | [ 14 ] |
| 第12回 （2017年） | ガガガ賞                          | 《このラブコメがすごい!!》堂々の三位!                                                                                       | 未確認飛行オレオ （飛田雲之）                 | [ 14 ] |
| 第12回 （2017年） | 優秀賞                            | グリムの赤い万華鏡 （六人の赤ずきんは今夜食べられる）                                                                       | 氷桃甘雪                                      | [ 14 ] |
| 第12回 （2017年） | 優秀賞                            | ピンポンラバー | 谷山走太                                      | [ 14 ] |
| 第12回 （2017年） | 審査員 特別賞                     | 空飛ぶ卵の右舷砲 | 喜多信 （喜多川信）                           | [ 14 ] |
| 第13回 （2018年） | ガガガ賞                          | 僕がウラシマトンネルを抜ける時 （夏へのトンネル、さよならの出口）                                                           | 八目迷                                        | [ 15 ] |
| 第13回 （2018年） | 審査員 特別賞                     | 僕がウラシマトンネルを抜ける時 （夏へのトンネル、さよならの出口）                                                           | 八目迷                                        | [ 15 ] |
| 第13回 （2018年） | ガガガ賞                          | クラスメイトが使い魔になりまして                                                                                            | 鶴城東                                        | [ 15 ] |
| 第13回 （2018年） | 審査員 特別賞                     | クラスメイトが使い魔になりまして                                                                                            | 鶴城東                                        | [ 15 ] |
| 第13回 （2018年） | 優秀賞                            | リベンジャーズ・ハイ | 呂暇郁夫                                      | [ 15 ] |
| 第13回 （2018年） | 優秀賞                            | ラムネの瓶に沈んだビー玉の月 （千歳くんはラムネ瓶のなか）                                                                   | 裕夢                                          | [ 15 ] |
| 第13回 （2018年） | 優秀賞                            | 史上最強オークさんの楽しい種付けハーレムづくり                                                                              | 月夜涙                                        | [ 15 ] |
| 第14回 （2019年） | ガガガ賞                          | デッドリーヘブンリーデッド （君はヒト、僕は死者。世界はときどきひっくり返る）                                               | 余命零 （零真似）                             | [ 16 ] |
| 第14回 （2019年） | 審査員 特別賞                     | 令和生まれの魔導書架〜全天時間消失トリック〜 （シュレディンガーの猫探し）                                                   | 小木真久人 （小林一星）                       | [ 16 ] |
| 第14回 （2019年） | 優秀賞                            | サンタクロースを殺した。初恋が終わった。 （サンタクロースを殺した。そして、キスをした。）                                   | 犬君雀                                        | [ 16 ] |
| 第14回 （2019年） | 優秀賞                            | フェイクタウン・ブルース （このぬくもりを君と呼ぶんだ）                                                                     | 悠木りん                                      | [ 16 ] |
| 第14回 （2019年） | 優秀賞                            | ラブコメを絶対させてくれないラブコメ （現実でラブコメできないとだれが決めた？）                                             | 初鹿野創                                      | [ 16 ] |
| 第15回 （2020年） | ガガガ賞                          | 俺はひょっとして、最終話で負けヒロインの横にいるポッと出のモブキャラなのだろうか （負けヒロインが多すぎる!）                | 雨森たきび                                    | [ 17 ] |
| 第15回 （2020年） | 審査員 特別賞                     | 悪霊術師のデッドエンド （嘘つき少女と硝煙の死霊術師）                                                                       | 岸馬鹿縁                                      | [ 17 ] |
| 第15回 （2020年） | 優秀賞                            | 悪夢屠りのBAKU （貘－獣の夢と眠り姫－）                                                                                     | 長月東葭                                      | [ 17 ] |
| 第15回 （2020年） | 優秀賞                            | 公務員、中田忍の悪徳 | 太刀川主 （立川浦々）                         | [ 17 ] |
| 第15回 （2020年） | 優秀賞                            | ロストマンの弾丸 | 陽 （水田陽）                                 | [ 17 ] |
| 第16回 （2021年） | 大賞                              | わたしはあなたの涙になりたい                                                                                                | 四季大雅                                      | [ 18 ] |
| 第16回 （2021年） | 優秀賞                            | 学校一の美少女たちに告白されたけど嬉しくないし正直なところ迷惑でしかない （最強にウザい彼女の、明日から使えるマウント教室） | 憂井ヨシノ （吉野憂）                         | [ 18 ] |
| 第16回 （2021年） | 優秀賞                            | サマータイム・アイスバーグ                                                                                                  | 新馬場新                                      | [ 18 ] |
| 第16回 （2021年） | 優秀賞                            | どどめの空 （SICK -私のための怪物-）                                                                                        | 澱介エイド                                    | [ 18 ] |
| 第17回 （2022年） | 大賞                              | 獄門撫子此処ニ在リ | 伏見七尾                                      | [ 19 ] |
| 第17回 （2022年） | 審査員 特別賞                     | かくて謀反の冬は去り | 古河絶水                                      | [ 19 ] |
| 第17回 （2022年） | 優秀賞                            | おやすみ、あの日の変われない花 （いつか憧れたキャラクターは現在使われておりません。）                                       | 詠井晴佳                                      | [ 19 ] |
| 第17回 （2022年） | 優秀賞                            | 悪ノ黙示録 （悪ノ黙示録 -裏社会の帝王、死して異世界をも支配する-）                                                          | 唯野素人 （牧瀬竜久）                         | [ 19 ] |
| 第17回 （2022年） | 優秀賞                            | ドスケベ催眠術師の子 | 桂嶋エイダ                                    | [ 19 ] |
| 第18回 （2023年） | 大賞                              | 夏に溺れる | 青葉寄                                        | [ 20 ] |
| 第18回 （2023年） | 優秀賞                            | 砂漠海賊レイメイ様の逆ハー冒険航海日誌！（予定っ！） （砂の海のレイメイ 七つの異世界、二つの太陽）                          | N （中島リュウ）                              | [ 20 ] |
| 第18回 （2023年） | 優秀賞                            | 嫉妬探偵の蛇谷さん | 野中春樹                                      | [ 20 ] |
| 第18回 （2023年） | 優秀賞                            | 星を紡ぐエライザ （夏を待つぼくらと、宇宙飛行士の白骨死体）                                                                 | 篠谷巧                                        | [ 20 ] |
| 第18回 （2023年） | スーパーヒーロー コミックス原作賞 | デウス･エクス･マギア 〜大いなる幼女とデスメタる山田〜                                                                       | 猫文字隼人                                    | [ 20 ] |

## ルルル文庫部門

### 選考委員
第1回（2006年）
石田衣良・榎木洋子・篠原千絵
第2回（2007年）- 第3回（2008年）
榎木洋子・篠原千絵・辻本吉昭
第4回（2009年）- 第5回（2010年）
榎木洋子・篠原千絵・ルルル文庫編集部
第6回（2011年）- 第10回（2015年）
ルルル文庫編集部

### 入賞作品一覧
斜字・黒字は未刊行。後にシリーズ化された作品については、受賞作（第1巻）の刊行時サブタイトルは割愛している場合がある。また、最終選考者中でデビューした作家については本表より割愛している。
| 回数              | 賞               | タイトル （刊行時表題）                                            | 著者 （刊行時筆名）     |
| ----------------- | ---------------- | ------------------------------------------------------------------ | ----------------------- |
| 第1回 （2006年）  | 大賞             | 楽園の種子 （沙漠の国の物語）                                      | 倉吹ともえ              |
| 第1回 （2006年）  | ルルル賞         | 愛玩王子                                                           | 片瀬由良                |
| 第1回 （2006年）  | 佳作             | 珠華繚乱                                                           | 宇津田晴                |
| 第1回 （2006年）  | 佳作             | じゃじゃ馬娘と死神騎士団ッ! （蝶の大陸 〜黄金のエミーリア〜）      | 入皐                    |
| 第1回 （2006年）  | 佳作             | C+P （CP 〜しんどうくんの憂鬱〜）                                  | 小野みずほ              |
| 第1回 （2006年）  | 期待賞           | 金の騎士は銀の姫君をさらう （BURAIなやつら）                       | 歌見朋留 （あまね翠）   |
| 第1回 （2006年）  | 期待賞           | 銀の明星                                                           | 夏実桃子                |
| 第2回 （2007年）  | ルルル賞         | ルチア （クラシカルロマン）                                        | 華宮らら                |
| 第2回 （2007年）  | 佳作             | シャーレンブレンの癒し姫 （シャーレンブレン物語）                  | 銀貨 （柚木空）         |
| 第2回 （2007年）  | 佳作             | セルゲイ王国の影使い （双剣の影使い 夕映えの丘のリーザ）           | 月野美夜子              |
| 第2回 （2007年）  | 期待賞           | 横柄巫女と宰相陛下                                                 | 鮎川はぎの              |
| 第3回 （2008年）  | ルルル賞         | 七番目の世界                                                       | 中村涼子                |
| 第3回 （2008年）  | 優秀賞           | 夜半の太陽 （月と太陽の国語り 〜夜半（よわ）に咲く花〜）           | 神無月りく （花村りく） |
| 第3回 （2008年）  | 優秀賞           | 悪役令嬢ヴィクトリア 〜花洗う雨の紅茶屋〜 （悪役令嬢ヴィクトリア） | 菅原りであ              |
| 第3回 （2008年）  | 奨励賞           | 悪い魔法使いはいりませんか?                                        | 矢貫こよみ              |
| 第4回 （2009年）  | 優秀賞＆読者賞   | NOTTE―異端の十字架―                                                | 弓束しげる              |
| 第4回 （2009年）  | 奨励賞           | 桐一葉 〜大阪城妖綺譚〜 （大坂城恋綺譚 ～桜想う姫～）              | 智凪桜                  |
| 第4回 （2009年）  | 奨励賞           | 雪渓のリネット                                                     | 七瀬那由                |
| 第5回 （2010年）  | ルルル賞         | 幽霊伯爵の花嫁                                                     | 宮野美嘉                |
| 第5回 （2010年）  | 奨励賞           | それは魔法とアートの因果律                                         | かねくら万千花          |
| 第5回 （2010年）  | 奨励賞           | 柳暗花明                                                           | 細雪                    |
| 第5回 （2010年）  | 奨励賞           | 押しかけ絵術師と侯爵家の秘密                                       | 斉藤百伽                |
| 第6回 （2011年）  | ルルル賞＆読者賞 | バルベスタールの秘婚                                               | 平川深空                |
| 第6回 （2011年）  | 優秀賞           | お針子人魚メロウ～吸血鬼の花嫁衣裳～ （夢見る人魚と契約のキス）    | 天正紗夜                |
| 第6回 （2011年）  | 奨励賞           | 人魚姫 （マーメイドロマンティカ）                                  | 珠城みう                |
| 第6回 （2011年）  | 奨励賞           | レポクエ―赤点勇者とゆかいな仲間たち―                               | 四方山蒿                |
| 第7回 （2012年）  | 優秀賞＆読者賞   | 月華の楼閣                                                         | 塚原湊都 （蒼井湊都）   |
| 第7回 （2012年）  | 奨励賞           | 山姫と黒の皇子さま～遠まわりな非政略結婚～                         | 河市晧 （咲村まひる）   |
| 第8回 （2013年）  | 優秀賞＆読者賞   | 覇王の娘～外つ風は琥珀に染まる～ （覇王の娘）                      | 市瀬まゆ                |
| 第8回 （2013年）  | 優秀賞           | 八百万戀歌 （八百万戀歌～やまといつくし、こひせよをとめ～）        | 当真伊純                |
| 第9回 （2014年）  | 優秀賞＆読者賞   | 朧月夜のしらべ                                                     | 深波刹那                |
| 第10回 （2015年） | 読者賞           | 鬼へ鳴く月へ笑う                                                   | 青暮波緒                |